# 土生敦弘
土生 敦弘（はぶ あつひろ、1999年2月8日 - ）は、大阪府堺市出身の競輪選手。日本競輪選手会大阪支部所属。日本競輪選手養成所第117期卒業。師匠は神田紘輔（100期）。

## 経歴
堺市立三原台中学校時代は鍛治舎巧が監督を務めていた硬式野球のオール枚方ボーイズに所属し、ジャイアンツカップ優勝など中学5冠を達成。オール枚方ボーイズ時代の同級生に九鬼隆平、松尾大河ら。
中学卒業後は、鍛冶舎が監督に就任した熊本県の秀岳館高等学校に進学したが、1年時に中退して大阪府の大阪偕星学園高等学校に転校した。2年夏は控えとして第97回全国高等学校野球選手権大会に出場。3年夏は「4番・中堅手」として甲子園出場を目指したが、大阪府大会5回戦で金光大阪に敗戦して甲子園出場はならなかった。
高校卒業後の2017年に亜細亜大学に進学。東都大学野球連盟所属の同校硬式野球部に入部するも、大学のレベルの高さ等からプロ野球では通用しないと考えて退部。1年生の2月には大学も中退した。
その後は競輪ファンでもあった父親の影響もあり、競輪選手を目指して自転車競技を始め、日本競輪学校の入学試験に一発合格し、2019年5月に117期生として入学した。同期は寺崎浩平、山口拳矢、菊池岳仁、町田太我、原大智ら。
2020年3月に競輪選手養成所を卒業。在校成績は47位（4勝）。
2020年5月29日から小倉競輪場で開催された「競輪ルーキーシリーズ2020」でプレデビューし、2日目に初勝利を挙げた。7月7日に豊橋競輪場で本デビュー。
2021年8月3日の奈良競輪A級決勝で3場所連続完全優勝を果たし、A級1班からS級2班に特別昇級した。